# Joseph Hudepohl
Joseph Bernard „Joe” Hudepohl (ur. 16 listopada 1973 w Cincinnati) – amerykański pływak. Wielokrotny medalista olimpijski.
Specjalizował się w stylu dowolnym. Brał udział w dwóch igrzyskach (IO 92, IO 96), na obu olimpiadach zdobywał medale. Wszystkie trzy swoje medale wywalczył w konkurencjach sztafetowych, indywidualnie zajął w 1992 szóste miejsce na dystansie 200 m kraulem.